# Gangavaram, East Godavari
Ganaga-varam là một mandal thuộc huyện East Godavari, bang Andhra Pradesh, Ấn Độ.